# Niccolò Vecchietti

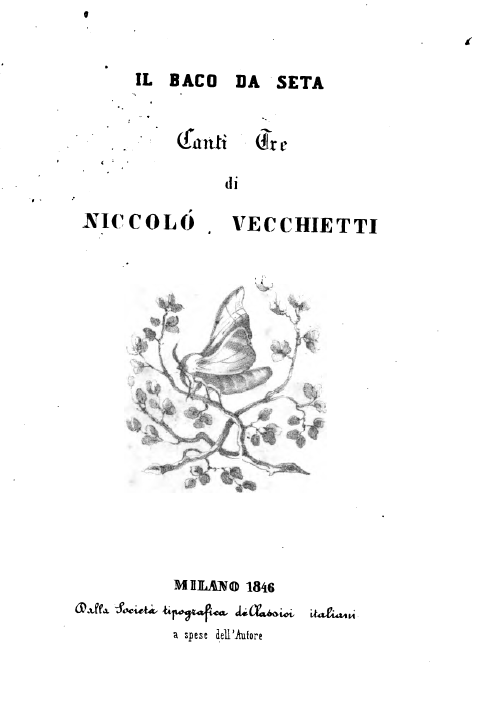
Frontespizio de "Il baco da seta" di N. Vecchietti (1846).

Niccolò Vecchietti (Cologna Veneta, 20 aprile 1801 – Cologna Veneta, 14 ottobre 1871) è stato un latinista, scrittore e poeta italiano.

## Biografia
Nacque da una facoltosa famiglia di proprietari terrieri locali che si occupavano anche dell'allevamento dei bachi da seta. Appassionato di letteratura latina e di poesia fin dalla fanciullezza, frequentò il liceo classico a Verona, proseguendo i suoi studi a Padova, dove conseguì una laurea in filologia classica.
Durante il periodo di studi conobbe la sua futura moglie, Caterina Gasperini, di Firenze, con la quale si sposò ed ebbe due figli. Vecchietti nutrì sempre un profondo affetto per la giovane donna, che definì "un'ottima moglie e un'educatrice incomparabile" per i loro bambini, e alla quale dedicò alcune delle sue opere.

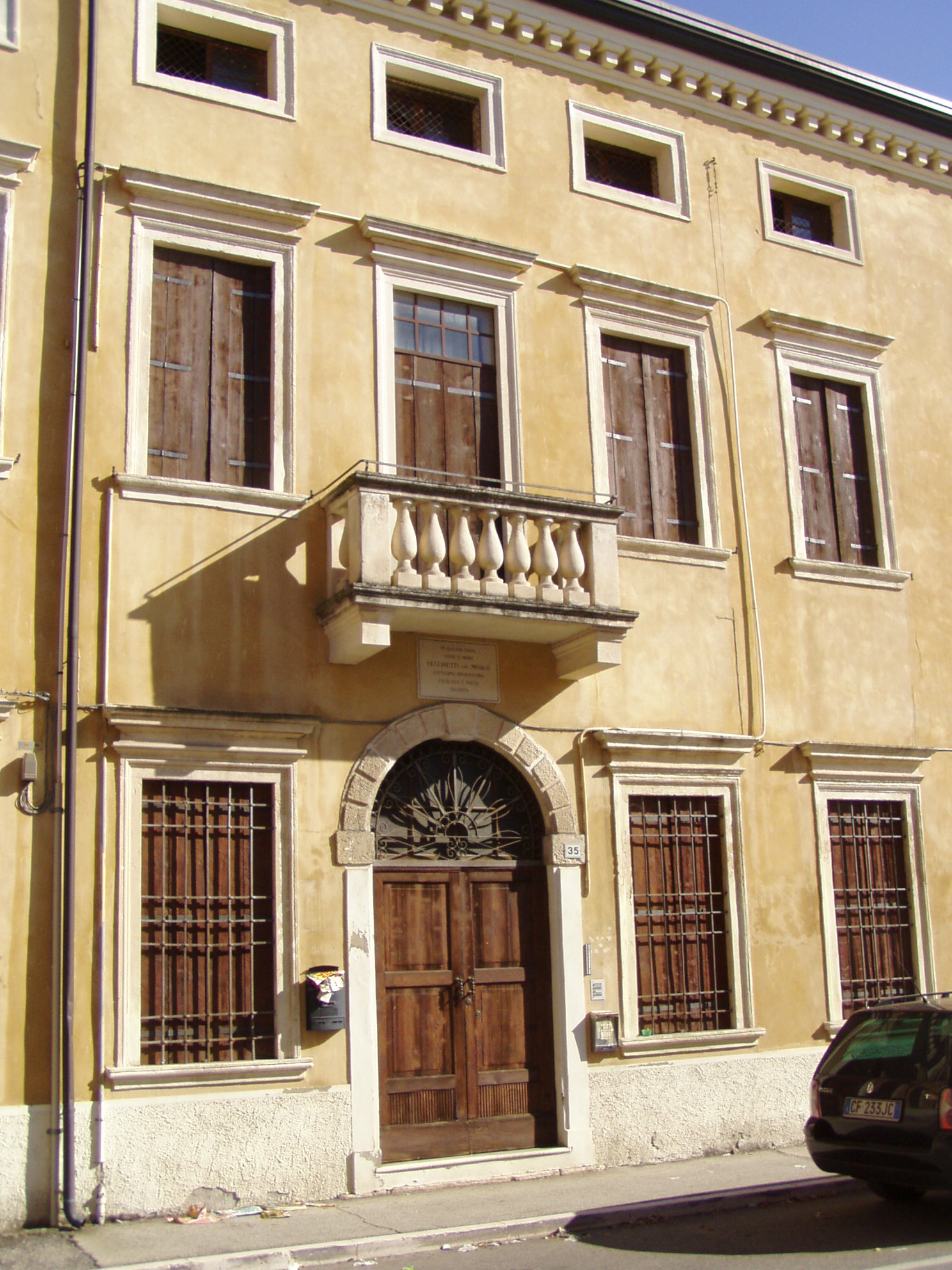
Casa in cui visse Niccolò Vecchietti, a Cologna Veneta

Strinse amicizia nel 1827 con Jacopo Monico, patriarca di Venezia, cui dedicò uno dei suoi primi scritti. Fu un sostenitore dell'annessione del Veneto al Regno d'Italia.
Cultore della poesia di età augustea, e in special modo di Orazio, Vecchietti tradusse in modo originale alcune Odi di quest'ultimo. Negli ultimi mesi di vita si dedicò ad un'ipotetica ricostruzione del testo dei perduti Dacica dell'imperatore Traiano, ma lo scritto, incompiuto, non venne mai pubblicato.

## Intitolazioni

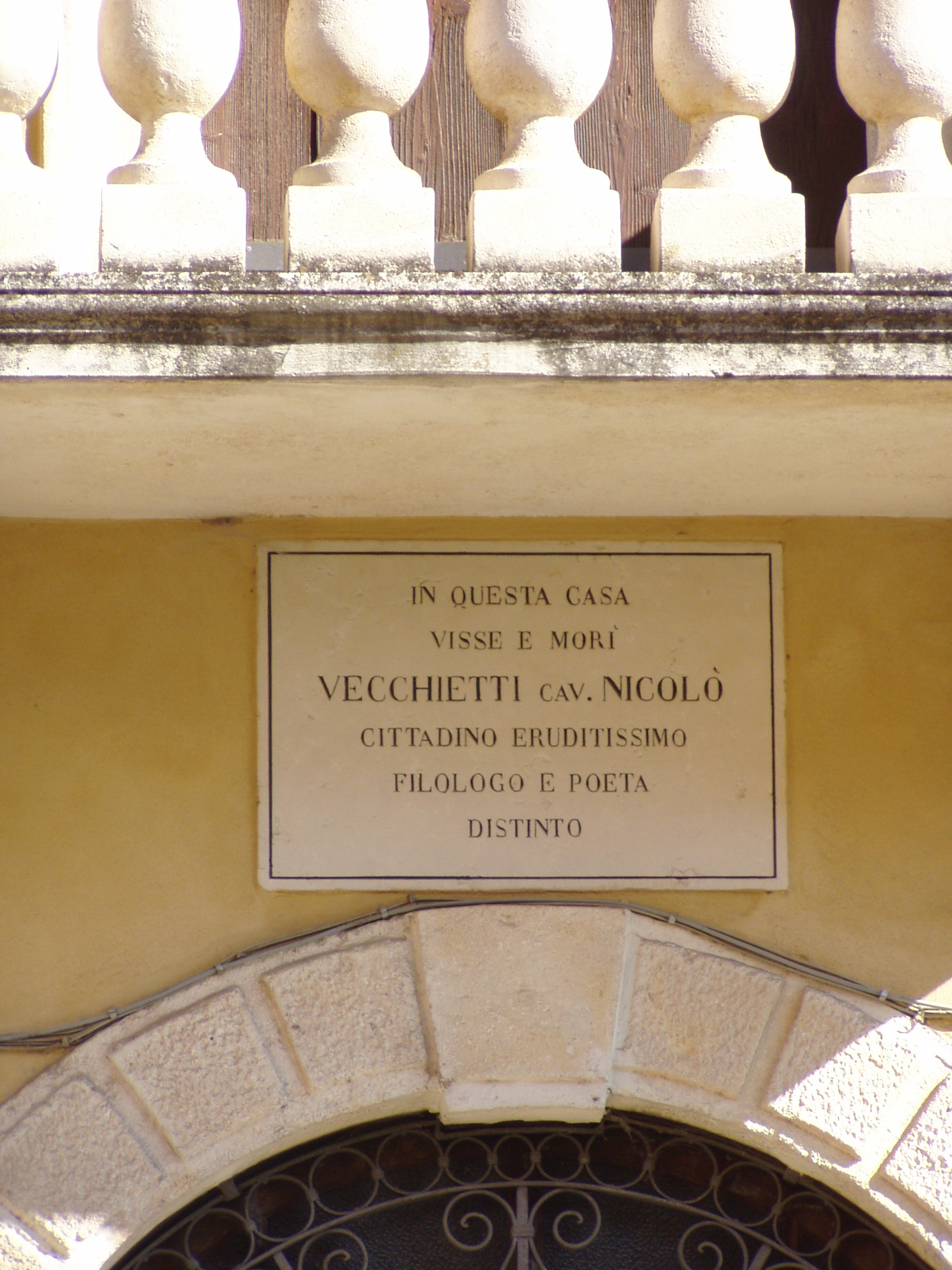
Targa apposta sull'abitazione di N. Vecchietti

A lui è dedicata una via di Cologna Veneta, ove è situata la sua dimora; una targa marmorea, affissa al medesimo edificio, che ricorda i suoi meriti letterari.

## Opere
- Visione cantica, 1827.[5]
- Volgarizzamento delle Odi oraziane, 1830.[6]. Nell'introduzione dello scritto, dedicato alla gioventù d'Italia, l'autore dichiarò:

(N. Vecchietti - da Alcune Odi di Q. Orazio Flacco recate in italiano, Dedica alla Gioventù Italiana, pp. 1-5)
- Il baco da seta, Milano, Società Tipografica dei Classici Italiani, 1846.[7][8]

(N. Vecchietti - da Il baco da seta, Avvertimento introduttivo, p. VI)